# Robert H. Mohlenbrock
Robert H. Mohlenbrock (n. 2 de enero de 1931) es un botánico, pteridólogo, especialista en algas, escritor, explorador estadounidense. Muy precozmente sobresalió en su interés por la historia natural en "Murphysboro High School".
Luego de tres años de trabajos en la "Universidad Washington en San Luis", recibió su Ph.D. en 1957.

## Algunas publicaciones

### Libros
Más de cien libros ha publicado, entre ellos:
- 2010.  Nelumbonaceae to Vitaceae: Water Lotus to Grapes. Ed. Southern Illinois Univ Pr. 448 pp. ISBN 0-8093-2894-1
- 2009.  Flowering Plants: Smartweeds to Hazelnuts. Ed. Southern Illinois Univ Pr. 279 pp. ISBN 0-8093-2926-3
- 2008.  Acanthaceae to Myricaceae: Water Willows to Wax Myrtles. Ed. Southern Illinois Univ Pr. 440 pp. ISBN 0-8093-2790-2
- 2006.  Flowering Plants: Flowering Rush to Rushes. Ed. Southern Illinois Univ Pr. 336 pp. ISBN 0-8093-2687-6
- 2005.  Cyperaceae: Sedges. Ed. Southern Illinois Univ Pr. 272 pp. ISBN 0-8093-2628-0

## Honores

### Eponimia
- (Fabaceae) Acosmium mohlenbrockii Yakovlev[2]

- (Fabaceae) Crotalaria mohlenbrockii Windler & S.G.Skinner[3]

- (Fabaceae) Galactia mohlenbrockii R.H.Maxwell[4]
- La abreviatura «Mohlenbr.» se emplea para indicar a Robert H. Mohlenbrock como autoridad en la descripción y clasificación científica de los vegetales.[5]